# 鬚擬鮋
鬚擬鮋（學名：Scorpaenopsis cirrosa）為輻鰭魚綱鮋形目鮋亞目鮋科擬鮋屬的一個種。俗名鬼石狗公、虎魚、過溝仔、臭頭格仔，

## 分布
本魚分布於印度、太平洋區、南日本、台灣等海域。

## 特徵
本魚體色會隨環境、深度而有所改變，頭部到軀幹到處有不規則的皮瓣散布，在下頜區尤其顯著。體側有不規則的深色斑點。眼眶間距小於眼徑，胸鰭長度中庸，不超過臀鰭起點，各鰭具有毒棘，應小心刺傷。胸鰭內側沒有黑斑。體長可達30公分。

## 生態
本魚棲息於0~30公尺的沿海水域或礁岩、珊瑚礁區，為常見的鮋科魚種，以捕食小魚、甲殼類為食。

## 經濟利用
可作為海水觀賞魚，亦可食用，適合紅燒或煮清湯。